# ارنست آکواساگا
ارنست آکواساگا (انگلیسی: Ernest Akouassaga؛ زادهٔ ۱۶ سپتامبر ۱۹۸۵) بازیکن فوتبال اهل گابن بود.
از باشگاه‌هایی که در آن بازی کرده است می‌توان به باشگاه فوتبال لو آور، باشگاه فوتبال نانت، و باشگاه فوتبال آنژه اشاره کرد.
وی همچنین در تیم ملی فوتبال گابن بازی کرده است.